# Stüssy
Stüssy est une marque américaine de vêtements, d'accessoires de mode et de chaussures fondé par Shawn Stussy au début des années 1980. L'entreprise a bénéficié de la tendance surfwear de ces vingt dernières années aux côtés de marques comme Billabong ou Rip Curl, mais a surtout été adopté par la scène streetwear et hip-hop.

## Histoire
Le fondateur de la marque, Shawn Stussy (né en 1954), est un fabricant californien de planche de surf,,. Le logo de la marque tient ses origines des années 1980, durant lesquelles Shawn Stussy signait ses planches en gribouillant son nom de famille avec un large marqueur. Il commença dès lors à utiliser ce logo sur des t-shirts, des shorts et des casquettes qu'il vendait depuis sa voiture sur Laguna Beach en Californie,. Cette signature serait dérivée de celle de son oncle, Jan Stussy.
En 1984, Shawn Stussy et son ami Frank Sinatra Jr. (sans relation avec le chanteur) s'associent pour vendre les vêtements. La compagnie s'étend alors jusqu'en Europe dès 1988 et ouvre plus tard un magasin dans SoHo à New York. Durant les années 1990, la marque ouvre peu à peu des magasins. Les revenus sont croissants, passant de 17 millions de dollars en 1991 à 20 millions en 1992. En 1992, la marque est disponible dans tous les grands centres urbains américains via un réseau de revendeurs spécialisés. Dans le reste du monde, la marque se trouve  dans des magasins de stylistes haut de gamme.
En 1996, Shawn Stussy est remplacé par Frank Sinatra à la présidence de l'entreprise. Aujourd'hui encore, la famille Sinatra est détentrice de la marque.

## Style
Le succès précoce de la marque tient à sa popularité dans la culture hip hop et streetwear, mais également, dans une moindre mesure, dans la culture punk et d'autres sous-cultures. En 1992, Shawn Stussy affirme lors d'une interview : « Tout le monde appelle cela du surfwear, ou streetwear urbain, ou surf street… Moi, je ne le nomme pas, et je le fais à dessein. »